# Falaën
Falaën is een plaats en deelgemeente van de Belgische gemeente Onhaye.
Falaën ligt in de provincie Namen en was tot 1 januari 1977 een zelfstandige gemeente. Het dorp is, met de kasteelhoeve als beschermd monument, opgenomen in de lijst van de mooiste plaatsjes in Wallonië (Les Plus Beaux Villages de Wallonie).

## Demografische ontwikkeling
- Bronnen:NIS, Opm:1831 tot en met 1970=volkstellingen, 1976= inwoneraantal op 31 december

## Bekende inwoners
- Feuillien de Coppin de Falaën (1800-1887), secretaris van het Voorlopig Bewind en gouverneur van Brabant

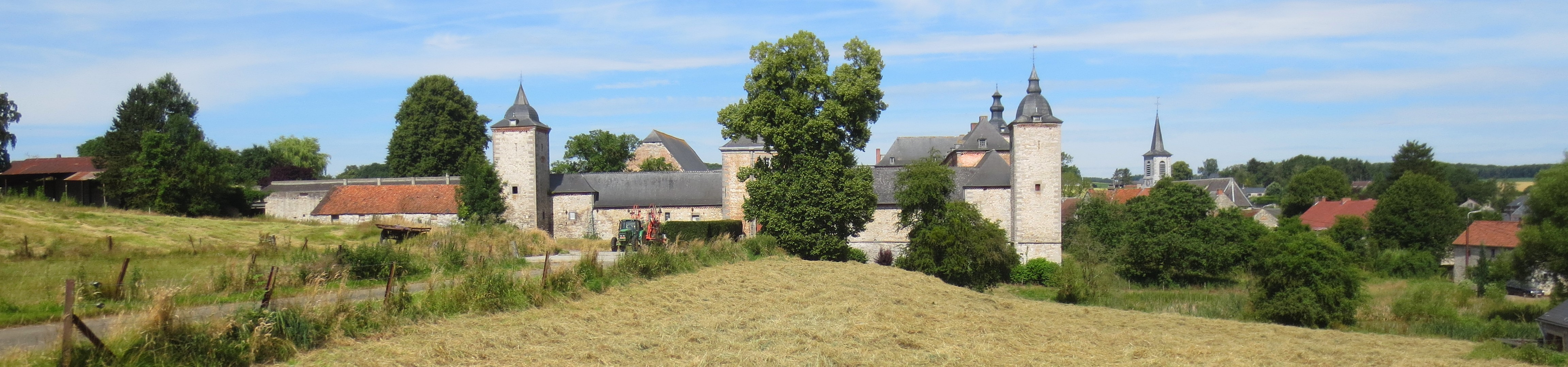
Panoramafoto van Falaën